# Frasier

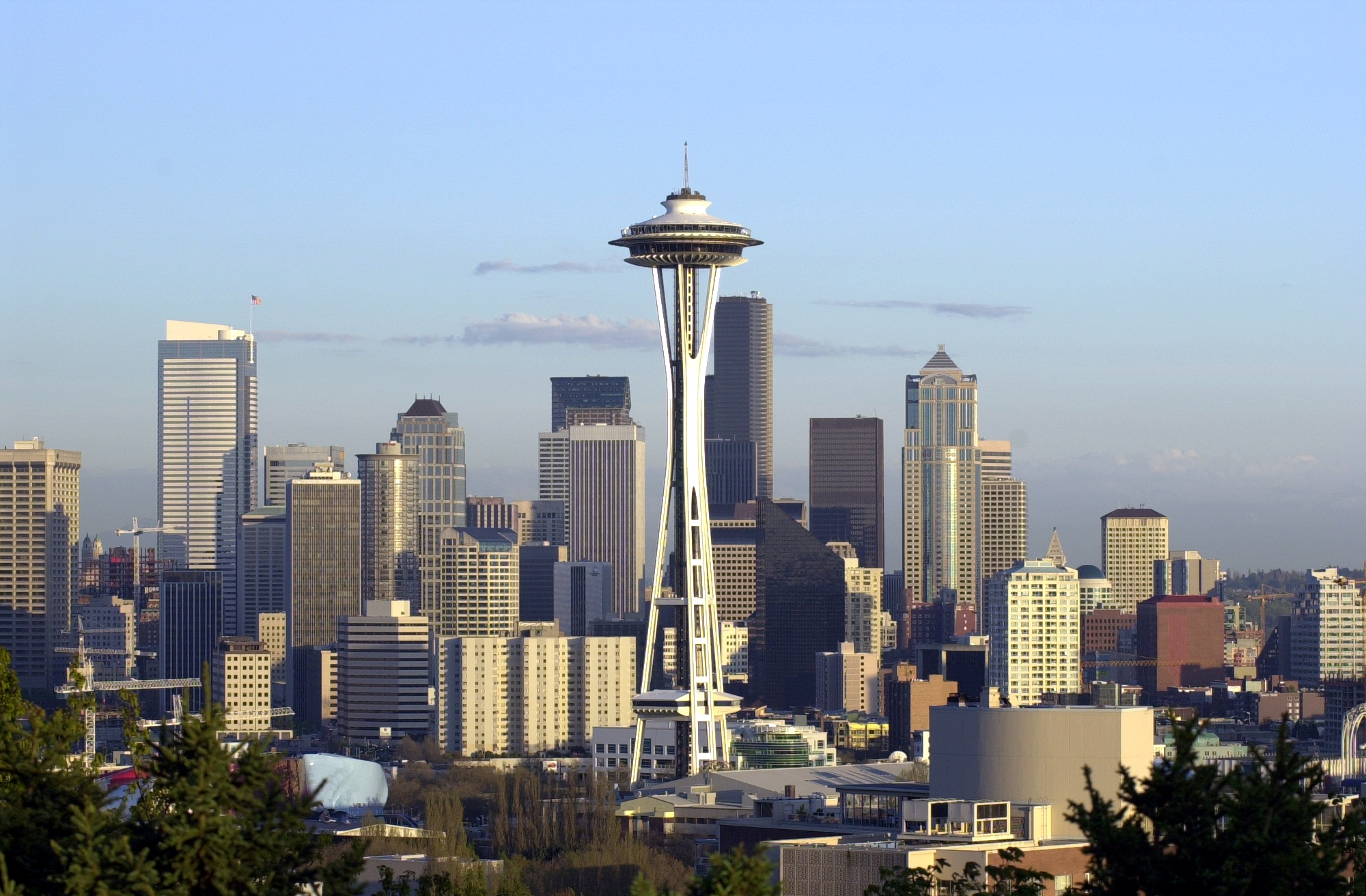
Seattle - miejsce akcji serialu

Frasier – amerykański serial komediowy (sitcom) emitowany przez 11 sezonów na kanale NBC od 16 września 1993 do 13 maja 2004.
Serial przedstawiał życie Frasiera Crane'a - psychiatry, prowadzącego w radiu program poświęcony ludzkim problemom. Frasier był jednym z bohaterów (spin-off) wcześniejszego serialu komediowego Zdrówko. Do 2016 roku był najbardziej nagradzanym serialem w historii nagród EMMY z 37 statuetkami na koncie, a do 2015 jedynym serialem w historii nagradzanym Emmy dla najlepszego serialu komediowego roku przez 5 lat z rzędu (1994-98).

## Obsada
Postacie pierwszoplanowe:
- Kelsey Grammer jako dr Frasier Crane
- David Hyde Pierce jako dr Niles Crane, młodszy brat Frasiera, praktykujący psychiatra
- John Mahoney jako Martin Crane, ojciec Frasiera i Nilesa, emerytowany policjant
- Psy Moose i Enzo rasy Jack Russell terrier jako Eddie, pies Martina
- Jane Leeves jako Daphne Moon/Crane, pomoc medyczna, a jednocześnie gosposia w domu Frasiera
- Peri Gilpin jako Roz Doyle, producentka audycji radiowej Frasiera

Postacie drugoplanowe:
- Dan Butler jako Bob "Bulldog" Briscoe, dziennikarz sportowy, prezenter radiowy
- Edward Hibbert jako Gil Chesterton, prezenter radiowy, krytyk restauracyjny
- Bebe Neuwirth jako Lilith Sternin, była żona Frasiera
- Trevor Einhorn jako Frederick Crane, syn Frasiera
- Tom McGowan jako Kenny Daley, menadżer rozgłośni radiowej
- Patrick Kerr jako Noel Shempsky, prezenter radiowy
- Harriet Sansom Harris jako Bebe Glazer, agentka Frasiera
- Marsha Mason jako Sherry Dempsey, partnerka Martina
- Saul Rubinek jako Donny Douglas, prawnik, narzeczony Daphne
- Jane Adams jako Mel Karnofsky, druga żona Nilesa
- Millicent Martin jako Gertrude Moon, matka Daphne
- Wendie Malick jako Ronee Lawrence Crane, druga żona Martina
- Kendall Schmidt jako młody dr Frasier Crane

## Miejsce akcji
Akcja serialu rozgrywa się w mieście Seattle, w stanie Waszyngton. Większość scen serialu ma miejsce w studiu radiowym stacji KACL, mieszkaniu Frasiera, kawiarni Cafe Nervosa, gdzie Frasier spotyka się ze swym bratem i apartamencie Nilesa.

## Bohaterowie

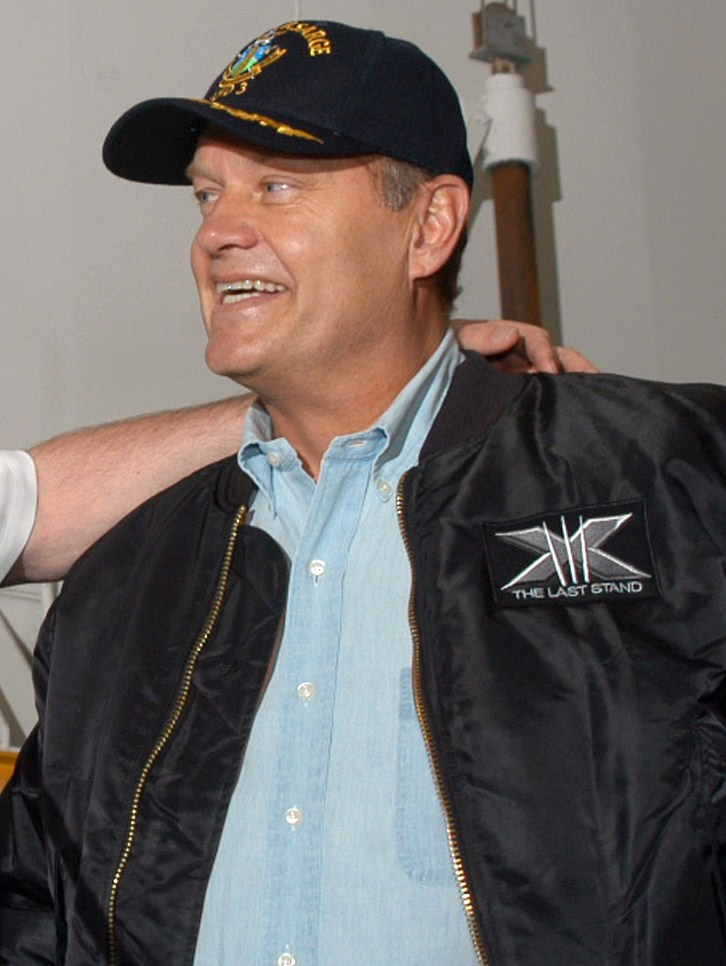
Dr Frasier Crane (Kelsey Grammer)
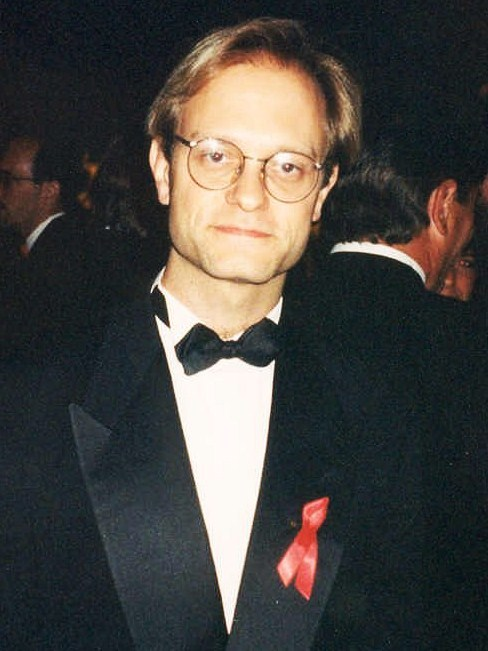
Dr Niles Crane (David Hyde Pierce)
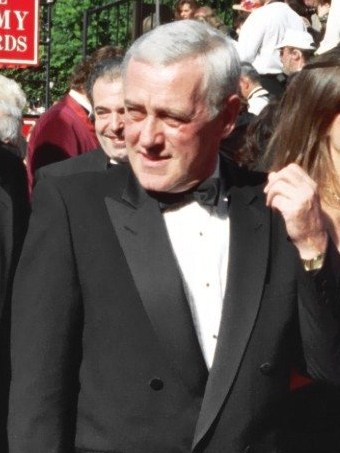
Martin Crane (John Mahoney)
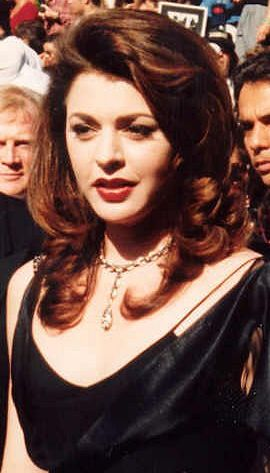
Daphne Moon/Crane (Jane Leeves)
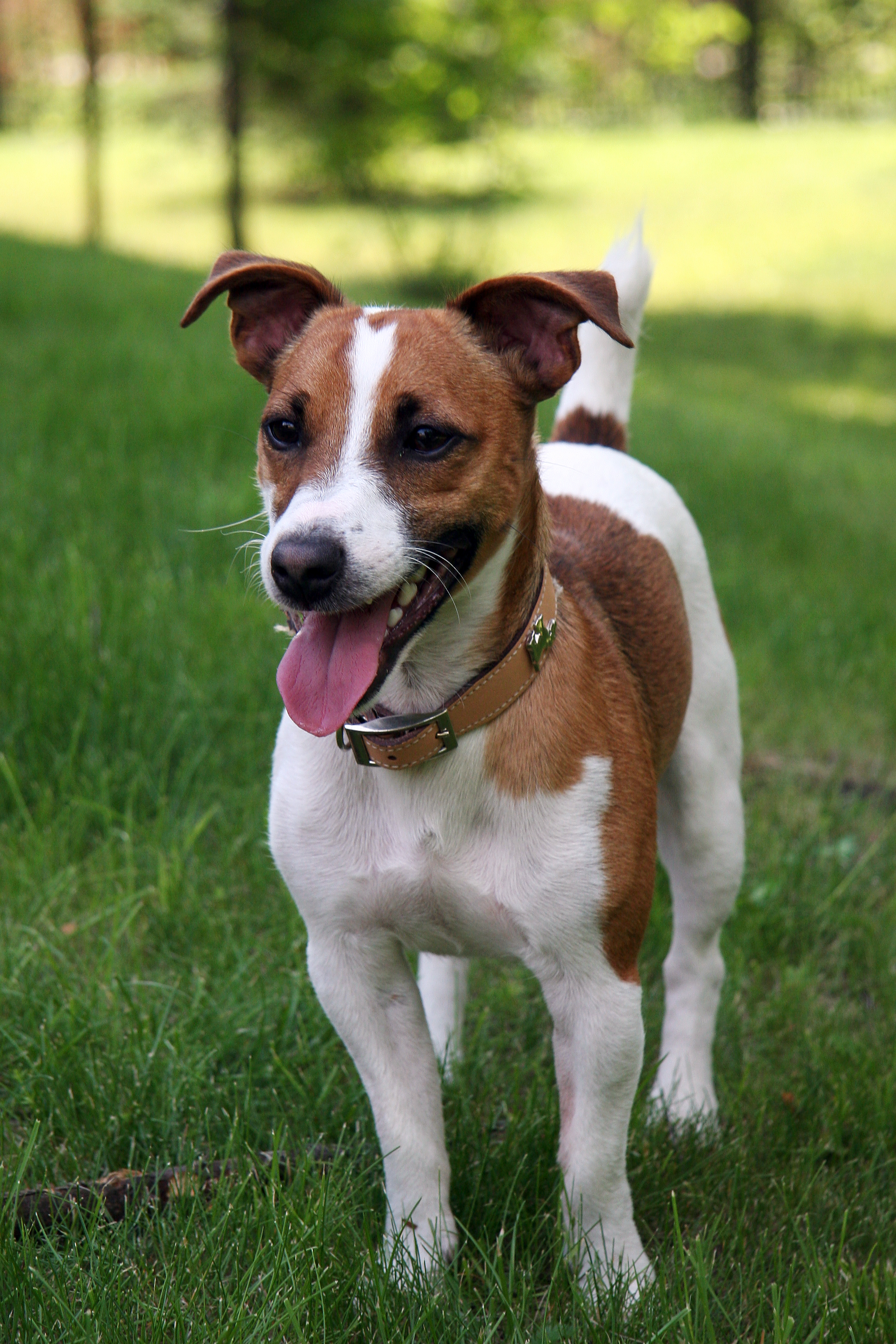
Eddie (pies rasy Jack Russell terrier)

- Frasier - psychiatra. Odebrał znakomite wykształcenie zawodowe (ukończył Harvard i Oxford) i ogólne - jest dobrym pianistą, znakomicie śpiewa, zna także teorię muzyki i potrafi komponować; jest koneserem sztuki, win i kunsztownie przyrządzanego jadła, znawcą i miłośnikiem opery, zwłaszcza niemieckiej. Przy tym jest olbrzymim snobem, osobą pompatyczną, i choć wzbudzającą sympatię, bardzo egocentryczną i zarozumiałą.
- Niles - brat Frasiera. Zawodowo i w zainteresowaniach osobistych podobny do Frasiera, chociaż nawet bardziej pompatyczny. Mimo licznych podobieństw, istnieją pomiędzy braćmi pewne różnice. Niles ukończył uniwersytety Yale i Cambridge (które są największymi konkurentami alma mater Frasiera). Niles ma bardziej tradycyjny gust. Jego apartament urządzony jest w gotyckim stylu, podczas gdy Frasiera jest bardzo nowoczesny. Niles jeździ tradycyjnym Mercedesem, podczas gdy Frasier bardziej sportowym BMW. Choć bracia ukrywają to jeden zazdrości drugiemu sukcesów. Niles sławy Frasiera, a Frasier sukcesów terapeutycznych Nilesa. Obydwaj bracia tak w życiu zawodowym jak i prywatnym starają się żyć w zgodzie z bardzo wysoko postawionymi standardami moralnymi. Z wielką jednak łatwością, standardy te łamią w "sprzyjających okolicznościach".
- Martin - ojciec Frasiera i Nilesa. Oficer policji, obecnie na rencie inwalidzkiej z powodu postrzału w biodro, jakiego doznał w czasie akcji policyjnej. Martin jest przeciwieństwem swych wyrafinowanych synów. Jego ulubionym pożywieniem są chipsy i hamburgery, a napojem piwo (Ballantine Ale). Lubi prostą rozrywkę, polegającą na oglądaniu telewizji. Mimo swej prostoty ma bardzo przewrotną inteligencję i lubi wykpiwać swych synów, którzy stale toczą walkę o akceptację ze strony ojca.
- Daphne Moon -  fizjoterapeutka Martina. Zamieszkuje w domu Frasiera. Do jej obowiązków należy zajmowanie się domem Frasiera. Daphne jest Angielką. Jak twierdzi, ma telepatyczne zdolności.
- Roz Doyle - młoda producentka audycji Frasiera. W ostatnich rocznikach matka samotnie wychowująca dziecko. Osoba o wielkim temperamencie seksualnym, mająca problemy ze znalezieniem stałego partnera życiowego.
- Inni - przez program przewija się cały szereg przygodnych i stałych postaci. Do niektórych z nich należą: wyrafinowany krytyk restauracyjny Gills (homoseksualista); dziennikarz sportowy Bulldog, pogardzany przez Frasiera za maniery, lecz w głębi duszy podziwiany za łatwość w zdobywaniu i pozbywaniu się kobiet; Noel - żałosny producent posiadający dwie obsesje - Roz i Star Trek, płynnie posługujący się jidisz, hebrajskim i klingońskim; Bebe - agentka Frasiera z łatwością nim manipulująca. Do przygodnych postaci należał Bill Gates, który wystąpił w jednym z odcinków, grając samego siebie. Był on specjalnym gościem jubileuszowego (dwutysięcznego) programu radiowego Frasiera. Gdy nieoczekiwanie dla Frasiera słuchacze, zamiast dzwonić po jego psychologiczne porady, zadawali Gatesowi bardzo techniczne pytania na temat Windows, Gates przejął show bardzo skwapliwie na nie odpowiadając. Podirytowany Frasier nazwał go wtedy "nowobogackim".

## Fabuła
Każdy z odcinków serialu jest zamkniętą całością skupiającą się na jednym zdarzeniu i zmierzającą w określonym kierunku. Odcinek podzielony jest na szereg wyraźnie oddzielnych kilkuminutowych scen, posiadających własny tytuł, często będący ironicznym komentarzem. Fabuła posiada kilka charakterystycznych motywów przewodnich. Jednym z nich są starania Frasiera w znalezieniu partnerki życiowej, innym - obsesyjna i nieudolnie skrywana miłość Nilesa do Daphne.

## Lista odcinków

### Sezon 1
- '01' - The Good Son
- '02' - Space Quest
- '03' - Dinner at Eight
- '04' - I Hate Frasier Crane
- '05' - Here's Looking at You
- '06' - The Crucible
- '07' - Call Me Irresponsible
- '08' - Beloved Infidel
- '09' - Selling Out
- '10' - Oops!
- '11' - Death Becomes Him
- '12' - Miracle on 3rd or 4th Street
- '13' - Guess Who's Coming to Breakfast?
- '14' - Can't Buy Me Love
- '15' - You Can't Tell a Crook by His Cover
- '16' - The Show Where Lilith Comes Back
- '17' - A Mid-Winter Night's Dream
- '18' - And the Whimper Is...
- '19' - Give Him the Chair!
- '20' - Fortysomething
- '21' - Travels with Martin
- '22' - Author, Author
- '23' - Frasier Crane's Day Off
- '24' - My Coffee with Niles

### Sezon 2
- '01' - Slow Tango in South Seattle
- '02' - The Unkindest Cut of All
- '03' - The Matchmaker
- '04' - Flour Child
- '05' - Duke's We Hardly Knew Ye'
- '06' - The Botched Language of the Cranes
- '07' - The Candidate
- '08' - Adventures in Paradise (Part I)
- '09' - Adventures in Paradise (Part II)
- '10' - Burying a Grudge
- '11' - Seat of Power
- '12' - Roz in the Doghouse
- '13' - Retirement Is Murder
- '14' - Fool Me Once, Shame On You...
- '15' - You Scratch My Book...
- '16' - The Show Where Sam Shows Up
- '17' - Daphne's Room
- '18' - The Club
- '19' - Someone to Watch Over Me
- '20' - Breaking the Ice
- '21' - An Affair to Forget
- '22' - Agents in America, Part III
- '23' - The Innkeepers
- '24' - Dark Victory

### Sezon 3
- '01' - She's the Boss
- '02' - Shrink Rap
- '03' - Martin Does It His Way
- '04' - Leapin' Lizards
- '05' - Kisses Sweeter Than Wine
- '06' - Sleeping with the Enemy
- '07' - The Adventures of Bad Boy and Dirty Girl
- '08' - The Last Time I Saw Maris
- '09' - Frasier Grinch
- '10' - It's Hard to Say Goodbye If You Won't Leave
- '11' - The Friend
- '12' - Come Lie with Me
- '13' - Moon Dance
- '14' - The Show Where Diane Comes Back
- '15' - A Word to the Wiseguy
- '16' - Look Before You Leap
- '17' - High Crane Drifter
- '18' - Chess Pains
- '19' - Crane vs. Crane
- '20' - Police Story
- '21' - Where There's Smoke There's Fired
- '22' - Frasier Loves Roz
- '23' - The Focus Group
- '24' - You Can Go Home Again

### Sezon 4
- '01' - The Two Mrs. Cranes
- '02' - Love Bites Dog
- '03' - The Impossible Dream
- '04' - A Crane's Critique
- '05' - Head Game
- '06' - Mixed Doubles
- '07' - A Lilith Thanksgiving
- '08' - Our Father Whose Art Ain't Heaven
- '09' - Dad Loves Sherry, the Boys Just Whine
- '10' - Liar! Liar!
- '11' - Three Days of the Condo
- '12' - Death and the Dog
- '13' - Four for the Seesaw
- '14' - To Kill a Talking Bird
- '15' - Roz's Krantz & Gouldenstein Are Dead
- '16' - The Unnatural
- '17' - Roz's Turn
- '18' - Ham Radio
- '19' - Three Dates and a Break Up (Część I)
- '20' - Three Dates and a Break Up (Część II)
- '21' - Daphne Hates Sherry
- '22' - Are You Being Served?
- '23' - Ask Me No Questions
- '24' - Odd Man Out

### Sezon 5
- '01' - Frasier's Imaginary Friend
- '02' - The Gift Horse
- '03' - Halloween
- '04' - The Kid
- '05' - The 1000th Show
- '06' - Voyage of the Damned
- '07' - My Fair Frasier
- '08' - Desperately Seeking Closure
- '09' - Perspectives On Christmas
- '10' - Where Every Bloke Knows Your Name
- '11' - Ain't Nobody's Business If I Do
- '12' - The Zoo Story
- '13' - The Maris Counselor
- '14' - The Ski Lodge
- '15' - Room Service
- '16' - Beware of Greeks
- '17' - The Perfect Guy
- '18' - Bad Dog
- '19' - Frasier Gotta Have It
- '20' - First Date
- '21' - Roz and the Schnoz
- '22' - The Life of the Party
- '23' - Party, Party
- '24' - Sweet Dreams

### Sezon 6
- '01' - Good Grief
- '02' - Frasier's Curse
- '03' - Dial M for Martin
- '04' - Hot Tickets
- '05' - First Do No Harm
- '06' - Secret Admirer
- '07' - How to Bury a Millionaire
- '08' - The Seal Who Came to Dinner
- '09' - Roz, a Loan
- '10' - Merry Christmas, Mrs. Moskowitz
- '11' - Good Samaritan
- '12' - Our Parents, Ourselves
- '13' - The Show Where Woody Shows Up
- '14' - Three Valentines
- '15' - To Tell the Truth
- '16' - Decoys
- '17' - Dinner Party
- '18' - Taps At the Montana
- '19' - IQ
- '20' - Dr. Nora
- '21' - When a Man Loves Two Women
- '22' - Visions of Daphne
- '23' - Shut Out in Seattle (Część I)
- '24' - Shut Out in Seattle (Część II)

### Sezon 7
- '01' - Momma Mia
- '02' - Father of the Bride
- '03' - Radio Wars
- '04' - Everyone's a Critic
- '05' - The Dog That Rocks the Cradle
- '06' - Rivals
- '07' - A Tsar Is Born
- '08' - The Late Dr. Crane
- '09' - The Apparent Trap
- '10' - Back Talk
- '11' - The Fight Before Christmas
- '12' - RDWRER
- '13' - They're Playing Our Song
- '14' - Big Crane On Campus
- '15' - Out with Dad
- '16' - Something About Dr. Mary
- '17' - Whine Club
- '18' - Hot Pursuit
- '19' - Morning Becomes Entertainment
- '20' - To Thine Old Self Be True
- '21' - The Three Faces of Frasier
- '22' - Dark Side of the Moon
- '23' - Something Borrowed, Someone Blue (Część I)
- '24' - Something Borrowed, Someone Blue (Część II)

### Sezon 8
- '01' - And the Dish Ran Away with the Spoon (Część I)
- '02' - And the Dish Ran Away with the Spoon (Część II)
- '03' - The Bad Son
- '04' - The Great Crane Robbery
- '05' - Taking Liberties
- '06' - Legal Tender Love and Care
- '07' - The New Friend
- '08' - Mary Christmas
- '09' - Frasier's Edge
- '10' - Cranes Unplugged
- '11' - Motor Skills
- '12' - The Show Must Go Off
- '13' - Sliding Frasiers
- '14' - Hungry Heart
- '15' - Hooping Cranes
- '16' - Docu.Drama
- '17' - It Takes Two to Tangle
- '18' - Forgotten But Not Gone
- '19' - Daphne Returns
- '20' - The Wizard and Roz
- '21' - Semi-Decent Proposal
- '22' - A Passing Fancy
- '23' - A Day in May
- '24' - Cranes Go Caribbean

### Sezon 9
- '01' - Don Juan in Hell (Część I)
- '02' - Don Juan in Hell (Część II)
- '03' - The First Temptation of Daphne
- '04' - The Return of Martin Crane
- '05' - Love Stinks
- '06' - Room Full of Heroes
- '07' - Bla-Z-Boy
- '08' - The Two Hundredth 200th Episode Clip Show
- '09' - Sharing Kirby
- '10' - Junior Agent
- '11' - Bully for Martin
- '12' - Mother Load (Część I)
- '13' - Mother Load (Część II)
- '14' - Juvenilia
- '15' - The Proposal
- '16' - Wheels of Fortune
- '17' - Three Blind Dates
- '18' - War of the Words
- '19' - Deathtrap
- '20' - The Love You Fake
- '21' - Cheerful Goodbyes
- '22' - Frasier Has Spokane
- '23' - The Guilt Trippers
- '24' - Moons Over Seattle

### Sezon 10
- '01' - The Ring Cycle
- '02' - Enemy At the Gate
- '03' - Proxy Prexy
- '04' - Kissing Cousin
- '05' - Tales From the Crypt
- '06' - Star Mitzvah
- '07' - Bristle While You Work
- '08' - Rooms with a View
- '09' - Don't Go Breaking My Heart
- '10' - We Two Kings
- '11' - Door Jam
- '12' - The Harassed
- '13' - Lilith Needs a Favor
- '14' - Daphne Does Dinner
- '15' - Trophy Girlfriend
- '16' - Fraternal Schwinns
- '17' - Kenny On the Couch
- '18' - Roe to Perdition
- '19' - Some Assembly Required
- '20' - Farewell, Nervosa
- '21' - The Devil and Dr. Phil
- '22' - Fathers and Sons
- '23' - Analyzed Kiss
- '24' - A New Position for Roz

### Sezon 11
- '01' - No Sex Please, We're Skittish
- '02' - A Man, a Plan, and a Gal: Julia
- '03' - The Doctor Is Out
- '04' - The Babysitter
- '05' - The Placeholder
- '06' - I'm Listening
- '07' - Maris Returns
- '08' - Murder Most Maris
- '09' - Guns N' Neuroses
- '10' - Sea Bee Jeebies
- '11' - High Holidays
- '12' - Frasier-Lite
- '13' - The Ann Who Came to Dinner
- '14' - Freudian Sleep
- '15' - Caught in the Act
- '16' - Boo! (a.k.a. I'm with Her)
- '17' - Coots and Ladders
- '18' - Match Game
- '19' - Miss Right Now
- '20' - And Frasier Makes Three
- '21' - Detour
- '22' - Crock Tales
- '23' - Goodnight, Seattle (Część I)
- '24' - Goodnight, Seattle (Część II)